# Thyene thyenioides
Thyene thyenioides là một loài nhện trong họ Salticidae.
Loài này thuộc chi Thyene. Thyene thyenioides được Roger de Lessert miêu tả năm 1925.